# 반신

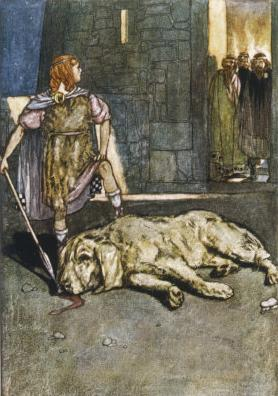
쿨란의 맹견을 제압한 소년 시절의 쿠 훌린: 스티븐 라이드(Stephen Reid), 1904년

반신(半神, demigod, demi-god) 또는 반신반인(半神半人)은 부모의 한 쪽이 신이고 다른 한 쪽은 인간인 신화적인 인물들을 지칭할 때 사용되는 낱말이다. 또한 어떤 신화들에서는 반신은 신이 된 인간을 가리키거나, 또는, 여전히 신은 아니지만 단순히 그 가진 바 힘이 아주 강력한 인물들을 가리킬 때도 사용된다.
반신의 예로는, 수메르의 왕인 길가메시 · 그리스-로마 신화의 영웅인 헤라클레스 등이 있다.

## 같이 보기
- 그리스도 신화론
- 그리스 신화

## 참고 문헌
- (영어) Burkert, Walter (1984) 《Greek Religion》.
- (영어) Kerenyi, Karl (1959) 《The Heroes of the Greeks》.
- (영어) Dictionary.com